# Dicrurus menagei
El drongo de Tablas (Dicrurus menagei) es una especie de ave paseriforme de la familia Dicruridae endémica de la isla Tablas, en Filipinas.

## Taxonomía
Anteriormente fue considerado una subespecie del drongo crestudo y del drongo escamoso. Su nombre científico, menagei, conmemora al magnate inmobiliario Louis Francois Menage.